# Francisco Javier Nuñez Nuñez
Francisco Javier Núñez Núñez (Almansa, 13 de març de 1982) és un polític  espanyol, president del Partit Popular de Castella-la Manxa des del 2018. També és membre del Comitè Executiu del Partit Popular i diputat en les Corts de Castella-la Manxa. Entre 2011 i 2015 va ser president de la Diputació Provincial d'Albacete i entre 2011 i 2018, alcalde de Almansa.

## Biografia
És llicenciat en Ciències Polítiques per la Universitat Complutense de Madrid i màster en Govern i Administració Pública. Es va afiliar al Partit Popular el 2000, formant part de la candidatura del Partit Popular d'Almansa a les eleccions municipals de 2007, 2011 i 2015. Ha estat secretari general a Almansa, coordinador general provincial i regional i president regional de Noves Generacions del Partit Popular. Entre 2011 i 2018 va ser alcalde d'Almansa i entre 2012 i 2018, president del PP d'Albacete.
Va ser president de la Diputació Provincial d'Albacete entre 2011 i 2015, convertint-se en el segon president més jove d'una institució provincial després Mariano Rajoy. Des de 2015 és diputat regional a les Corts de Castella-la Manxa durant la IX Legislatura.
El 27 de setembre de 2018 va guanyar les primàries del Partit Popular de Castella-la Manxa. Després d'això, es va celebrar el congrés autonòmic extraordinari el 7 d'octubre de 2018, sent triat president del  PP de Castella-la Manxa, amb el 92,8% dels vots. És, d'aquesta manera, el candidat del Partit Popular a la Presidència del Govern de Castella-la Manxa en les eleccions autonòmiques de maig de 2019.